# Luce Irigaray
Luce Irigaray (* 3. Mai 1930 in Blaton, Belgien) ist eine französische feministische Psychoanalytikerin, Linguistin und Kulturtheoretikerin. Ihre bekanntesten Werke sind Speculum, Spiegel des anderen Geschlechts (1974) und Das Geschlecht, das nicht eins ist (1977).

## Beruflicher Werdegang
Irigaray erwarb 1955 den Magistergrad an der Katholischen Universität Löwen und unterrichtete von 1956 bis 1959 an einer Schule in Brüssel. Danach ging sie nach Paris und erwarb 1961 den Magistergrad in Psychologie an der Universität Paris-Nanterre, 1962 dazu ein Diplom in Psychopathologie. Parallel dazu besuchte Irigaray die von Jacques Lacan gegründete École freudienne de Paris (EFP), nahm an Lacans psychoanalytischem Seminar teil und absolvierte eine Ausbildung zur Psychoanalytikerin. Von 1962 bis 1964 arbeitete sie für die Fondation Nationale de la Recherche Scientifique (FNRS) in Belgien. Danach war sie als Forschungsassistentin für das Centre national de la recherche scientifique (CNRS) in Paris tätig.
1968 wurde sie an der Universität Paris VIII in Vincennes in Linguistik promoviert. 1969 analysierte sie Antoinette Fouque, eine zu dieser Zeit führende Feministin. Von 1970 bis 1974 unterrichtete sie an der Universität von Vincennes. Bald nach Irigarays zweiter Doktorarbeit, „Speculum, Spiegel des anderen Geschlechts“ (1974), endete ihre Lehrtätigkeit in Vincennes.
Seit den 1980er Jahren forscht Irigaray am Centre National de Recherche Scientifique in Paris. 1982 erhielt sie einen Ruf an die Erasmus-Universität Rotterdam. Ihre Forschungen resultierten in der Publikation der Ethik der sexuellen Differenz (1991).

### Persönliches
Irigaray ist äußerst misstrauisch beim Erkennenlassen von biographischen Informationen und selbst grundlegender Lebensdaten, so dass nicht einmal ihr Geburtsjahr als gesichert gelten kann. Folglich sind über ihre Kindheit und Erziehung keine Details bekannt. Irigaray ist der Meinung, Kritiker innerhalb des von Männern beherrschten akademischen Betriebes würden auch derartige Informationen nur verdrehen und sie zum Nachteil streitbarer Denkerinnen verwenden.

## Werk
Irigaray ist von den psychoanalytischen Theorien Jacques Lacans und der Dekonstruktion Jacques Derridas inspiriert. Drei Intentionen sind grundlegend für ihr Werk:
1. die von ihr unterstellte männliche Ideologie herauszuarbeiten, die unserem gesamten System der Bedeutungen und also unserer Sprache zugrunde liege;
2. eine weibliche „Gegensprache“ zu finden, um eine „positive sexuelle Identität für Frauen zu ermöglichen“;
3. eine intersubjektive Beziehung neuer Art zwischen Männern und Frauen etablieren zu wollen.

Einer ihrer Kerngedanken betrifft die „Logik desselben“ oder den Phallogozentrismus, ein Konzept, das ausdrücken soll, wie trotz der üblichen Einteilung in zwei Geschlechter dennoch nur ein einziges, nämlich das männliche, als universeller Bezugspunkt diene. Diesem Gedanken folgend und Lacans Spiegelstadium sowie Derridas Theorie des Logozentrismus im Hintergrund kritisiert Irigaray die Suche nach der ‚einen‘ Wahrheit in einer patriarchalen Gesellschaft. In ihrer Theorie einer „weiblichen“ Schrift („Écriture féminine“) bezieht sie sich vor allem auf die prä-ödipale Phase der kindlichen Entwicklung, die zuerst von Melanie Klein betrachtet wurde.
Am stärksten mit der écriture féminine identifiziert wird die französische Schriftstellerin und Theoretikerin Hélène Cixous, doch auch Luce Irigaray und Julia Kristeva werden regelmäßig als bekannte Vertreterinnen des weiblichen Schreibens genannt. Irigaray unterzieht auch physikalische Theorien, wie zum Beispiel die Navier-Stokes-Gleichungen, einer feministischen Analyse. Sie behauptet, dass die Probleme bei der mathematischen Behandlung der Strömungsmechanik im androzentrischen Selbstverständnis der etablierten Physik begründet sind.

## Rezeption
Der amerikanische Physiker Alan Sokal und der belgische Physiker Jean Bricmont widmen Irigarays Positionen in ihrem 1997 erschienenen Buch Impostures intellectuelles ein eigenes Kapitel. Anhand von Zitaten aus mehreren Veröffentlichungen werfen sie Irigaray vor, trotz mangelhafter mathematischer und physikalischer Kenntnisse physikalische Probleme auf Spiele mathematischer Formalisierung oder sogar auf Sprachspiele zu reduzieren. Wenn sie z. B. die Gleichung E = mc² für geschlechtsspezifisch halte, weil sie die Lichtgeschwindigkeit gegenüber anderen elementar notwendigen Geschwindigkeiten bevorzuge, da sie die schnellste sei, so stehe das im Widerspruch zur vielfachen, geschlechtsunabhängigen experimentellen Bestätigung dieser Gleichung. Wenn auch der Einfluss kultureller, ideologischer und geschlechtlicher Faktoren auf wissenschaftliche Entscheidungen eine gründliche wissenschaftsgeschichtliche Erforschung verdiene, so setze dies doch differenzierte Kenntnisse der untersuchten Thematik voraus, welche bei Irigaray aber offensichtlich nicht gegeben seien. So zeigten Irigarays Ausführungen zur Hydrodynamik, besonders zu den Navier-Stokes-Gleichungen, dass sie die betreffenden mathematischen und physikalischen Probleme, insbesondere die Funktion von Annäherungen und Idealisierungen, nicht verstanden habe. Irigarays Darstellung basiere auf vagen Analogien, die die Theorie tatsächlich existierender Flüssigkeiten mit der analogen Verwendung dieser Theorie in der Psychoanalyse verwechsele. Irigarays Identifizierung von Rationalität und Objektivität als männlich sowie von Gefühl und Subjektivität als weiblich wiederhole die „plattesten sexistischen Stereotypen“ und ihre Behauptung, „Frauen sollten sich von einer universalen Wissenschaft fernhalten“, laufe darauf hinaus, Frauen zu entmündigen, und wende sich gegen alles, wofür die feministische Bewegung in den letzten drei Jahrzehnten gekämpft habe.
Judith Butler betonte 2007, Irigaray habe zwar durch die Offenlegung der maskulinen Bedeutungs-Ökonomie den Horizont der feministischen Kritik erweitert, allerdings unterlaufe ihre allumfassende Zielsetzung ihre Analyse. Butler kritisiert, dass Irigaray alle Kulturen unter dem Vorzeichen des Phallogozentrismus betrachtet.

## Schriften
- Waren, Körper, Sprache: der ver-rückte Diskurs der Frauen. Übersetzt von Eva Meyer und Heidi Paris. Merve, Berlin 1976.
- Unbewusstes, Frauen, Psychoanalyse. Übersetzt von Eva Meyer. Merve, Berlin 1977.
- Das Geschlecht, das nicht eins ist. Übersetzt von Eva Meyer und Heidi Paris. Merve, Berlin 1979.
- Speculum. Spiegel des anderen Geschlechts. Suhrkamp, Frankfurt am Main 1980.
- Zur Geschlechterdifferenz: Interviews u. Vorträge. Wiener Frauenverlag, Wien 1987.
- Die Zeit der Differenz: Für eine friedliche Revolution. Übersetzt von Xenia Rajewski. Campus, Frankfurt am Main/New York 1991.
- Ethik der sexuellen Differenz. Aus dem Französischen von Xenia Rajewski. Suhrkamp, Frankfurt am Main 1991.
- Welt teilen. Aus dem Französischen von Angelika Dickmann. Alber, Freiburg im Breisgau 2010.
- Das Mysterium Marias. Aus dem Französischen von Angelika Dickmann. Tredition, Hamburg 2011.

## Sekundärliteratur
- Urs Schällibaum: Geschlechterdifferenz und Ambivalenz. Ein Vergleich zwischen Luce Irigaray und Jacques Derrida. Passagen-Verlag, Wien 1991.
- Irene Sigmund-Wild: Anerkennung des Ver-rückten. Zu Luce Irigarays Entwurf einer „Ethik der sexuellen Differenz“. Tectum-Verlag, Marburg 2000, ISBN 978-3-8288-8169-3.
- Tove Soiland: Luce Irigarays Denken der sexuellen Differenz. Eine dritte Position im Streit zwischen Lacan und den Historisten. Turia + Kant, Wien/Berlin 2010, ISBN 978-3-85132-582-9.
- Bussmann, Anne: Elemente feministischer Philosophie im Werk Luce Irigarays. Viademica, Frankfurt an der Oder 1998.
- Schor, Naomi: "Dieser Essentialismus, der Keiner ist – Irigaray begreifen", in: Vinken, Barbara (Hg.): Dekonstruktiver Feminismus. Literaturwissenschaft in Amerika. Suhrkamp, Frankfurt am Main 1992. S. 219–246.
- Whitford, Margaret: Luce Irigaray. Philosophy in the Feminine. Routledge, London 1991.
- Imke Sommer: Zivile Rechte für Antigone - Zu den rechtstheoretischen Implikationen der Theorie von Luce Irigaray. 1. Auflage. Nomos, 1998, ISBN 978-3-7890-5383-2, S. 198.